# Gilberto Silva
Gilberto Aparecido da Silva (* 7. Oktober 1976 in Lagoa da Prata) ist ein ehemaliger brasilianischer Fußballspieler. Der defensive Mittelfeldspieler spielte in Europa vor allem zwischen 2002 und 2008 in der Premier League für den FC Arsenal, mit dem er 2004 als Teil der Invincibles (Die Unschlagbaren) englischer Meister wurde. Von 2001 bis 2010 spielte er 93-mal für die brasilianische Nationalmannschaft. Mit der Seleção nahm Gilberto Silva an drei Weltmeisterschaften (2002, 2006, 2010) teil und wurde 2002 Weltmeister. Zudem gewann er 2007 die Copa América sowie 2005 und 2009 den Confed Cup.

## Karriere

### Im Verein

#### Jugendzeit
Gilberto Silva wuchs in einer armen Arbeiterfamilie zusammen mit seinen Eltern und drei Schwestern auf. Mit zwölf Jahren bekam er die Chance einer Zukunft voller Armut zu entgehen, als er mit der Hoffnung auf eine Profikarriere zu América Mineiro ging, jedoch war die Zeit mit vielen Rückschlägen geprägt, da er immer wieder das Fußballspielen unterbrechen musste, um für das Überleben seiner Familie zu arbeiten. Im Alter von 15 verließ er den Club für drei Jahre um in einer lokalen Süßwarenfabrik zu arbeiten, um sich dann mit 18 Jahren wieder mit Hoffnung, dass es dieses Mal klappen würde, in das Jugendzentrum einzuschreiben. Jedoch erkrankte seine Mutter bald so schwer, dass er bald wieder zu seiner Familie zurückkehrte, um den Lebensunterhalt für sie zu verdienen.

#### Profikarriere
1997, im Alter von fast 21 Jahren, überzeugten ihn seine Freunde nochmal sein Glück mit Fußball zu versuchen. Schon bald spielte er als Innenverteidiger in der Ersten Mannschaft von América Mineiro, wurde zu einem Schlüsselspieler und stieg mit dem Team 1997 in die erste Liga auf. Trotz des baldigen Abstiegs blieb er dem Verein treu und verhalf ihm zur Rückkehr in die Série A.
2000 wechselte Gilberto Silva zum großen lokalen Rivalen Atlético Mineiro, wo er sich jedoch in seiner ersten Saison das Schienbein brach und nur wenige Spiele bestritt. Die nächste Saison wurde zu seinem großen Durchbruch. Vom Trainer Carlos Alberto Parreira wurde er ins Defensive Mittelfeld beordert und zeigte sehr gute Leistungen, was ihn sogar die Nominierung für die brasilianische Nationalmannschaft einbrachte.

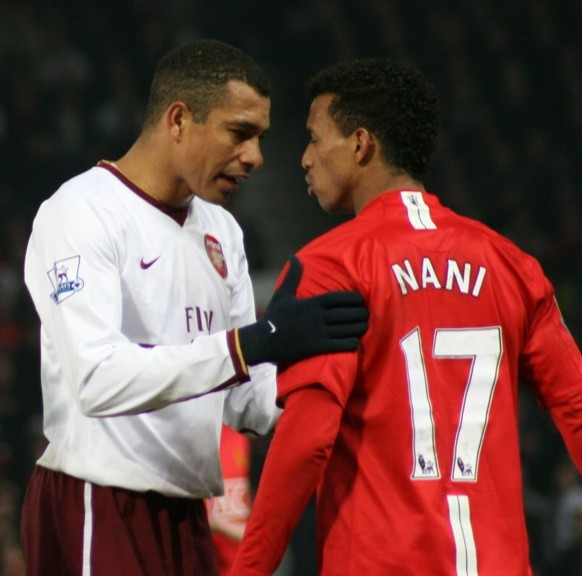
Gilberto Silva im Wortgefecht mit Nani.

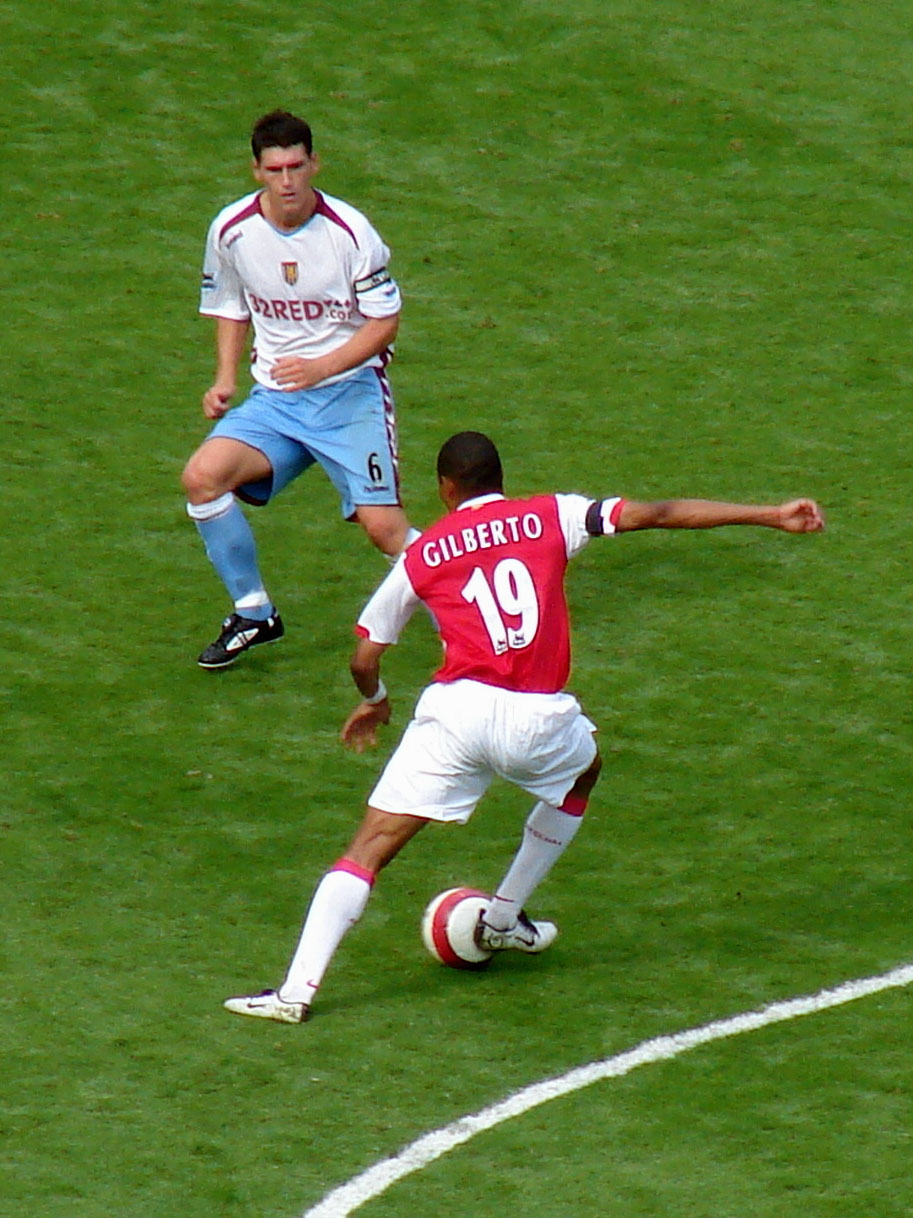
Gilberto Silva am Ball gegen Gareth Barry von Aston Villa (2006)

Nach der WM 2002, wo er seine guten Leistungen der vorigen Saison bestätigte, wechselte Gilberto Silva zur Saison 2002/03 für 4,5 Millionen Pfund zum amtierenden englischen Meister FC Arsenal. Sein Debüt gab er bereits am 11. August im FA Community Shield, wo er in der 2. Halbzeit eingewechselt wurde und das Siegtor gegen den FC Liverpool schoss. Seinen guten Start bei Arsenal konnte er durch den Treffer im Champions-League-Spiel gegen die PSV Eindhoven bestätigen, welches bis Roy Makaay im Jahr 2007 seinen Rekord brach, mit 20,07 Sekunden das schnellste in diesem Wettbewerb geschossene Tor war. Jedoch spielte er in seiner ersten Saison für Arsenal insgesamt nur recht durchwachsen, was auch durch Probleme aufgrund des veränderten Lebens in einer Millionenmetropole wie London bedingt war. In der Spielzeit 2003/04 wurde er zum Stammspieler und einer der Säulen im unbesiegten Arsenal Meisterteam. Doch in der folgenden Saison war Gilberto Silva für sieben Monate verletzt und verlor seinen Stammplatz in der Mannschaft. Er bestritt insgesamt nur 13 Premier-League-Spiele, in denen er keine Ligatore erzielte. Doch durch den Abgang von Patrick Vieira wurde er wieder zum Stammspieler und durfte im Champions-League-Match gegen Sparta Prag erstmals die Kapitänsbinde tragen. Er zeigte vor allem in den wichtigen Partien gegen Real Madrid, Juventus Turin und den FC Villarreal auf dem Weg zum Champions-League-Finale gegen den FC Barcelona, welches jedoch 1:2 verloren ging, hervorragende Leistungen und weckte so das Interesse mehrerer Vereine wie dem AC Mailand und Olympique Lyon. Doch er blieb bei Arsenal und wurde hinter Thierry Henry Vize-Kapitän der Mannschaft. Dies dankte er durch eine sehr starke Saison, in der er durch die Verletzung von Henry des Öfteren Mannschaftskapitän war und einen persönlichen Rekord mit 10 Saisontoren in der Liga aufstellte. Doch die nächste Spielzeit war von mehreren Tiefpunkten begleitet. Nach dem Abgang von Henry nach Barcelona schien es fast sicher, dass er neuer Kapitän wird, doch am Ende entschied sich Wenger zu seiner Enttäuschung für William Gallas. Zudem verlor Gilberto schon zu Beginn seinen Platz in der ersten Mannschaft an Mathieu Flamini und löste so erneute Wechselgerüchte aus. Doch Wenger untersagte einen Wechsel und machte ihm klar, dass er um seinen Platz kämpfen müsse. Zum endgültigen Bruch kam es im Oktober 2007, als Gilberto im Englischen Ligapokal gegen Sheffield United eigenhändig im Defensiven Mittelfeld spielte, obwohl er von Arsene Wenger die Aufgabe hatte, in der Innenverteidigung zu spielen. Von nun an spielte er immer weniger und kam am Ende der Saison auf nur 23 Ligaeinsätze, wobei er in elf Partien nur eingewechselt wurde.
Im Sommer 2008 unterzeichnete er einen Dreijahresvertrag beim griechischen Spitzenclub Panathinaikos Athen und beendete das Kapitel Arsenal. Sein Pflichtspieldebüt beim neuen Klub gab der Brasilianer in der zweiten Qualifikationsrunde der UEFA Champions League 2008/09 gegen Dinamo Tiflis. Dabei wechselte ihn Trainer Henk ten Cate in der 50. Minute für Sotiris Ninis ein.  Bei Panathinaikos wurde er wieder zu einem Stammspieler und bestritt in seiner ersten Saison 29 Spiele, in denen er 3 Tore erzielte. Außerdem erreichte er mit seinem Team das Achtelfinale der Champions League, in welchen man jedoch am Ende knapp mit 1:1 und 1:2 gegen den spanischen Vertreter FC Villarreal ausschied. In der Meisterschaft erreichte man jedoch nur einen dritten Platz. Erst 2010 konnte Gilberto mit den Athenern die Griechische Meisterschaft feiern. Durch den Pokalsieg wurde schließlich das Double perfekt gemacht.

### Nationalmannschaft
Gilberto Silva kam erst acht Monate vor der Weltmeisterschaft 2002 zu seinem Debüt in der brasilianischen Nationalmannschaft. So feierte er seine Premiere im Nationaltrikot im WM-Qualifikationsspiel am 7. November 2001 gegen Bolivien. Bei der 1:3-Niederlage stand der Mittelfeldspieler in der Startformation und wurde in der 62. Minute für Vampeta ausgewechselt. Anschließend wurde er von Trainer Luiz Felipe Scolari zum Weltmeisterschafts-Turnier ins Aufgebot der Brasilianer berufen. Durch die Verletzung des Stammspielers Emerson rückte Gilberto während des Wettbewerbs zu einer der tragenden Säulen des Teams auf. Neben Kapitän Cafu, Lúcio und Torhüter Marcos war der Defensivspieler der einzige Akteur, der keine Minute des Turniers verpasste. Schließlich sicherte sich das Team den Sieg und wurde Weltmeister 2002. Auch an den folgenden Weltmeisterschaften 2006 in Deutschland und 2010 in Südafrika, bei denen Brasilien jeweils im Viertelfinale ausschied, nahm Gilberto teil. Im Juli 2007 führte er als Kapitän der Brasilianer die Mannschaft zum Sieg der Copa América.
Gilberto absolvierte bis 2010 93 Länderspiele, davon sechzehn bei Weltmeisterschaften.

## Erfolge
Nationalmannschaft
- Weltmeister: 2002
- Confed-Cup-Sieger: 2005, 2009
- Copa América: 2007

América Mineiro
- Brasilianische Série B: 1997
- Copa Sul-Minas: 2000

Atlético Mineiro
- Copa Libertadores: 2013
- Campeonato Mineiro: 2000, 2013

FC Arsenal
- Englischer Meister: 2004
- Englischer Pokal: 2003, 2005
- Englischer Supercup: 2002, 2004

Panathinaikos Athen
- Griechischer Meister: 2010
- Griechischer Pokalsieger: 2010